# Chondracris rosea
Chondracris rosea är en insektsart som först beskrevs av De Geer 1773.  Chondracris rosea ingår i släktet Chondracris och familjen gräshoppor. Inga underarter finns listade i Catalogue of Life.